# 肖特坦克
肖特坦克（希伯來語：‎，意为鞭）是以色列对装备了105mm L7线膛炮的百夫长坦克的称呼。

## 总览

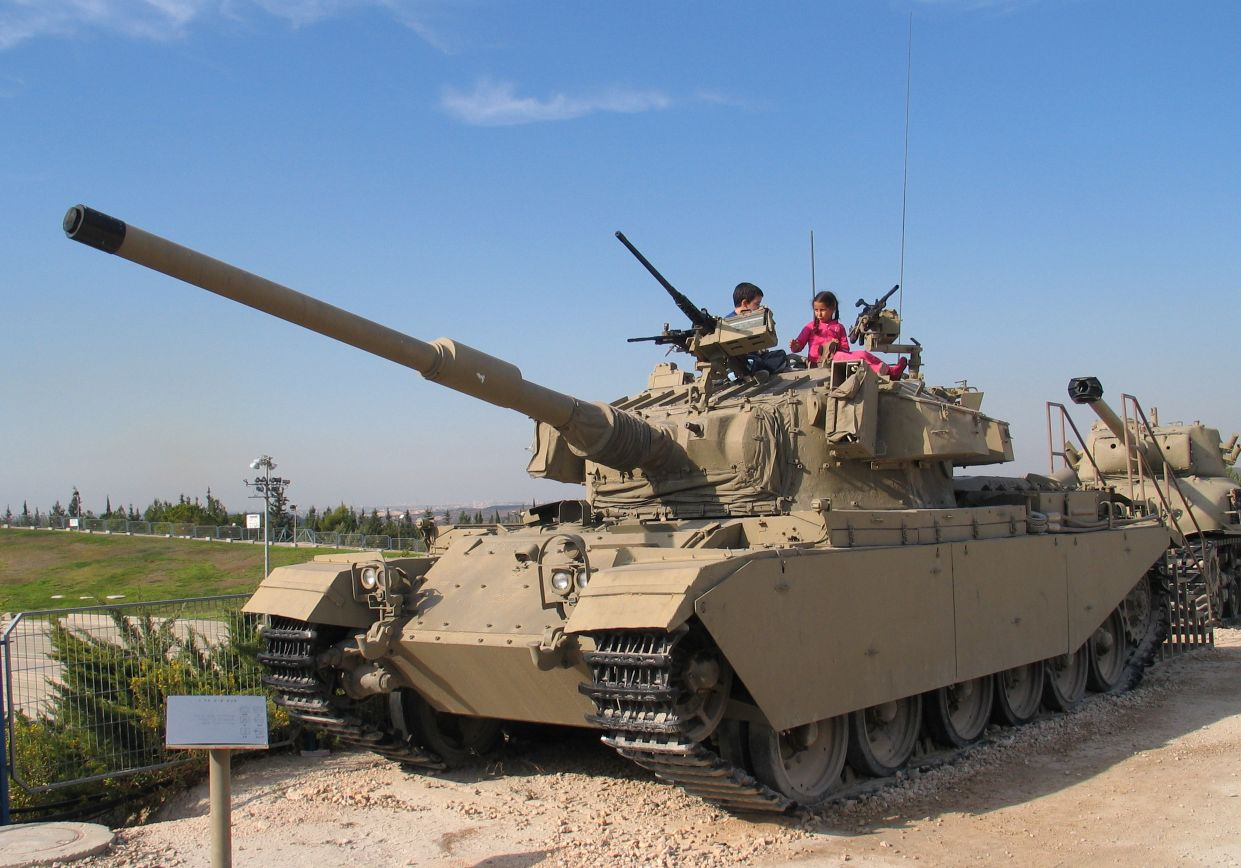
肖特·卡尔C型

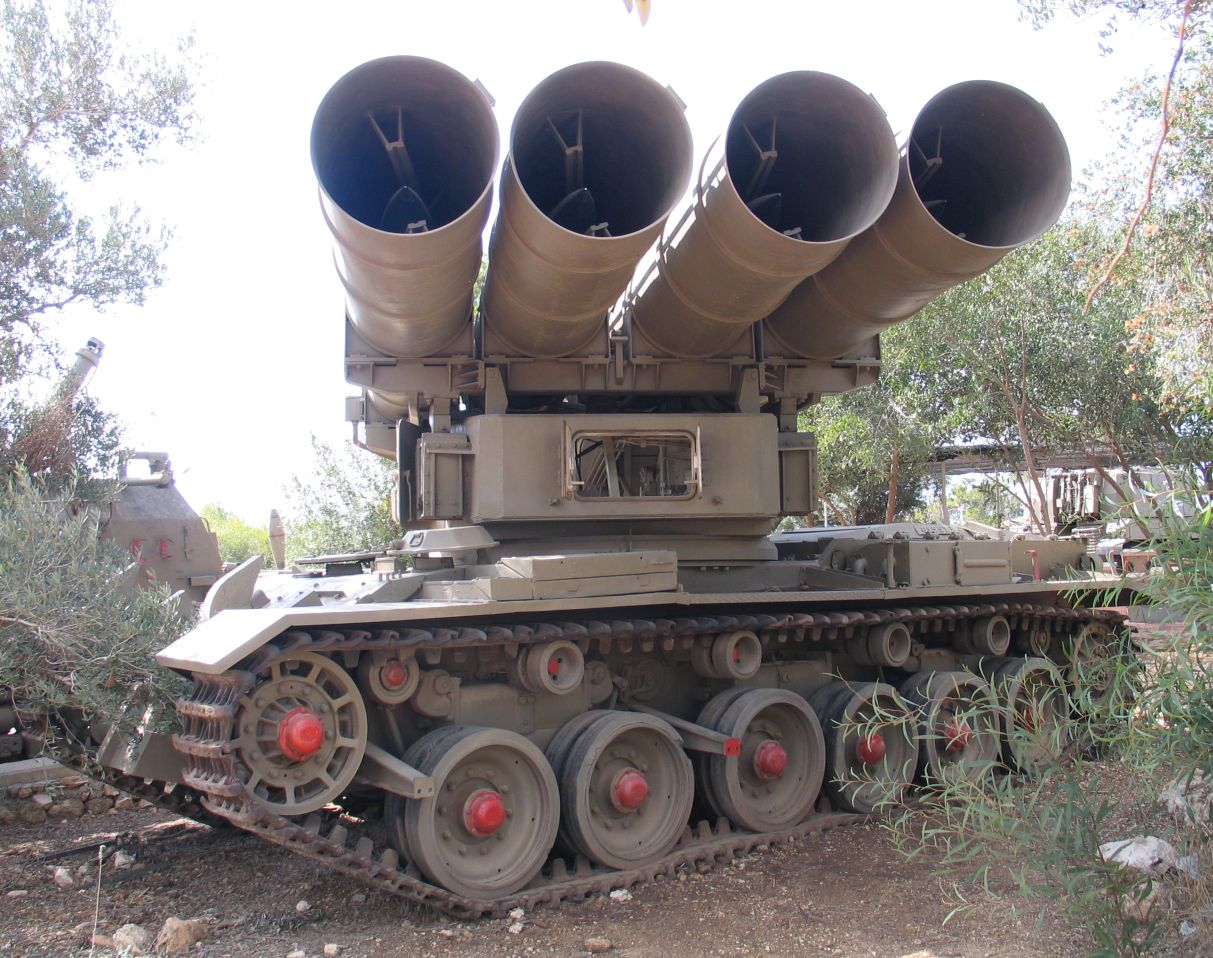
肖特底盘的MAR-290

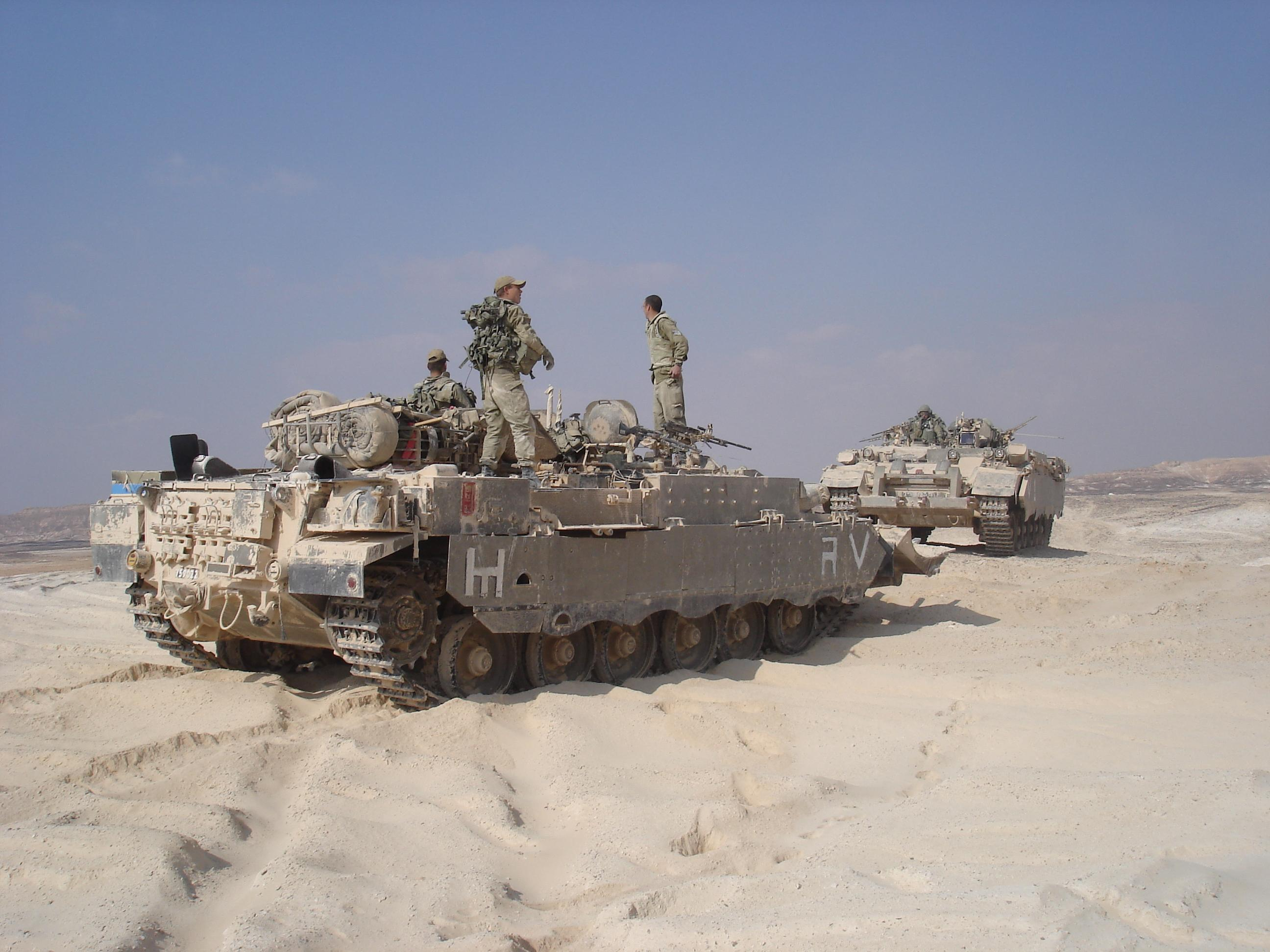
Puma工程车

### 引进
1950年代，以色列国防军仍然装备着性能不如阿拉伯國家的AMX-13轻型坦克与M50/M51超级谢尔曼坦克，缺乏现代主战坦克的以色列在1955年開始和英國協商採購百夫长坦克，但是英國對於軍售以色列一事會對與阿拉伯世界的關係產生負面影響，以及對以色列支付能力有所疑慮，使得談判期程延宕。但是第二次以阿戰爭確定了阿拉伯國家與前殖民宗主國全面攤牌，英國不再有軍售影響外交利益的制肘，在1958年決定向以色列出售主力戰車。
1959年1月12日，以色列和英國簽訂第一批的百夫長戰車採購合約。英國出售了16輛庫存的百夫長Mk.5與44輛新生產的百夫長Mk.8給以色列，百夫長Mk.5使用的是20磅炮的Mk.5/1版本，Mk.8獲得的是L7戰車炮的Mk.8/2版本。在1959年後，以色列繼續增購百夫長Mk.8戰車，使訂單從60輛最終增加到135輛，至1962年4月完成交貨。1965年，以色列增購250輛百夫長戰車，190輛為Mk.5，60輛為Mk.6。在美國軍售的250輛M48到貨之前，1960年代以色列裝甲部隊主力戰具已多更換為百夫長式。
以色列並不使用英國的名稱稱呼此輛戰車，它們將百夫長式戰車稱為「肖特」，在希伯來文中，蕭特除了有鞭與天罰的涵義，同時也有宗教上的典故。舊約聖經那鴻書第三章第二節中，陳述：
|  | 鞭聲響亮 、 車輪轟轟 、 馬匹踢跳 、 戰車奔騰 。 קוֹל שוֹט וְקוֹל רַעַשׁ אוֹפָן וְסוּס דוֹהֵר וּמֶרְכָּבָה מְרַקֵדָה |

以色列借用了舊約聖經的典故，將百夫長戰車稱為「肖特」。
以色列裝甲兵操作百夫長戰車的經驗，認為這款戰車因為中東高溫氣候造成發動機故障率較高，且使用汽油的流星引擎具有低燃點、高耗油的缺點，以色列的經驗是百夫長戰車在行駛100公里後就得進行補給，20磅戰車炮的設計交戰射程在1,000公尺內，不利於地形平坦、視野開闊的中東戰場發揮遠程射擊火力。但以色列國防軍對麾下的裝甲兵加強教育素質，了解車輛特性，以及改善發動機冷卻裝置後，有效克服了一些硬體上的弱點。但是在第一批百夫長戰車引進後，以色列軍方開始對其性能精進改造。

### 改良與實戰
1962年，以色列國防軍開始將原先使用20磅炮的百夫長Mk.5主炮更換為百夫長Mk.8標準武器，也就是L7線膛炮。此升級基本上是將當時服役的肖特戰車統一為百夫長Mk.8標準。火力增強的優點在1964年與敘利亞為了約旦河取水糾紛發生武裝衝突時獲得檢證，面對河對岸具有地勢優勢的敘利亞四號戰車，肖特戰車發射89發105公厘炮彈，並且全彈命中，此一性能打消了以色列國防軍士兵對於肖特戰車的性能疑慮。
1967年的六日戰爭中，肖特戰車成為以色列國防軍的主力，其105戰車炮火力再次成功的重擊阿拉伯國家裝甲部隊，並使以色列成功擴張領土。

### 后续改进
虽然肖特坦克在战争中大放光彩，以色列人依然认识到了它的缺点——偏低的速度与航程、容易被沙子堵住的散热器与日益老化的发动机等。
以色列在战后迅速地开始对肖特进行改进：
- 流星发动机更换为美制AVDS-1790-2A柴油发动机。使其更省油，并与以色列装备的M48巴顿坦克发动机相同，实现后勤标准化。
- 梅里特布朗R51Z变速箱更换为CD-850-6自动变速器。使坦克更容易驾驶、驾驶员培训更加简单。
- 采用了更新的火控系统
- 主炮载弹量提升至72发，并且改变炮弹摆放位置方便取用。
- 扩大了动力室的灭火器。

这种经过改造后的新坦克被称之为“肖特·卡尔”。
肖特·卡尔很快便参加了第四次中东战争，并显现出了落后的一面。
第四次中东战争后，以色列开始以引进M60巴顿坦克，逐步淘汰肖特·卡尔。但是以色列依然对其进行升级，还有部分被改造为特种车辆、重型运输车等。
直到2002年，以色列宣布所有肖特坦克彻底退出现役。

## 衍生型
- 肖特·流星(Sho't Meteor)：所有装备了劳斯莱斯流星（英语：Rolls-Royce Meteor）发动机的肖特坦克皆可被称之为肖特·流星。[2]
- 肖特·卡尔A型(Sho't Kal Alef)：换装L7 105mm线膛炮、美制AVDS-1790-2A柴油发动机、CD-850-6自动变速器，升级火控系统，改造动力室和油箱，提升载弹量。
- 肖特·卡尔B型(Sho't Kal Bet)：改进炮塔座圈，安装附加装甲。外表与A型区别不大。
- 肖特·卡尔C型(Sho't Kal Gimel)：安装烟雾弹发射器和同轴机枪，改进车长塔，安装反应装甲。
- 肖特·卡尔D型(Sho't Kal Dalet)：安装激光测距仪、护热套，换装梅卡瓦的火控系统。
- MAR-290多管火箭彈：部分MAR-290多管火箭彈（英语：MAR-290）使用了肖特/百夫长坦克底盘
- 纳格马肖特装甲输送车：撤去肖特·卡尔的炮塔，设计有可容纳10名步兵的密闭人员舱的步兵战车。部分安装反应装甲。
- 纳格马科恩步兵战车：纳格马肖特的改进型。
- Nakpadon（英语：Nakpadon）：以纳格马科恩为基础，附加三代复合装甲的装甲输送车。
- Puma装甲工程车：由肖特·卡尔改造而来的装甲工程车。
- Soltam M-72自行榴弹炮：在肖特底盘上安装了Soltam M-71榴弹炮（英语：Soltam M-71）的自行榴弹炮版本。未被采用。

## 使用国
- 以色列